# Cacopsylla curta
Cacopsylla curta — вид клопів родини Листоблішки (Psyllidae). Вид живиться рослинним соком на деревах Salix californica та Salix eastwoodiae. Поширена листоблішка на заході США. Самиці більші за самців, завдовжки 3-4 мм.